# 2015年卡利斯鎮越獄事件
2015年卡利斯鎮越獄事件是指于2015年5月8日发生在伊拉克卡利斯镇的越狱案，超过50名在押犯人逃脱，包括9名被控以恐怖分子罪名的嫌犯。据估计，另有50名犯人和12名警察在事件中遇害。

## 背景
卡利斯镇位于迪亚拉省，在巴格达以北80公里处。该镇监狱关押着约300名被控以恐怖罪名的犯人。近年来该地区暴力事件显著，尤其是伊斯兰国与伊拉克军队争夺该地区的控制权。自2014年6月以来，迪亚拉省发生了三起越狱事件。

## 起因
案发过程有两种说法。据官方报道，监狱内爆发了骚乱。囚犯从出面阻止骚乱的警卫身上缴获武器后逃脱。为了方便逃脱，囚犯随后攻占了监狱的武器库。一名警方目击者支持该证词。准将萨阿德·马安·易卜拉欣也将越狱事件归咎为内部骚乱。
然而伊斯兰国声称越狱是外界和内部成员的协同作战。伊斯兰国在社交媒体上贴出的消息表示，即兴的轰炸炸毁了监狱附近的军用和安保车辆，里面的囚犯控制了警卫的武器库。亲伊斯兰国媒体阿玛奇通讯社（Amaq News Agency）表示，武装分子在炸药的协助下闯入监狱，目的是释放囚犯，探访监狱的武器库。阿玛奇还指出，有30名伊斯兰国成员逃脱，约60名武装分子被什叶派民兵在随后的冲突中被打死。卡利斯镇镇长欧迪·热（Oudi Al-Khadran）指责伊斯兰国杀害并释放伊斯兰国的囚犯。迪亚拉省安全部队负责人艾哈迈德·迪米米（Ahmed al-Timimi）上校，也将越狱事件归咎于伊斯兰国。官方报告指出，监狱并没有发生外部袭击，但有些地方消息来源报道称有伊斯兰国的车辆企图冲进监狱。

## 后果
根据官方报道，超过50名囚犯在越狱事件中逃脱。其中有9人被控以恐怖主义罪名，其余均为普通罪犯。然而伊斯兰国声称已释放30多名恐怖分子。据估计，50名囚犯和12名警察在战斗中丧失。卡利斯镇实施宵禁，嫌疑人正在搜捕中。
案发时，迪亚拉省还发生了炸死至少22人的系列自杀式袭击。袭击事件尚未明确，其中有一起针对与越狱有关的什叶派礼拜场所。